# USS Bainbridge (CGN-25)
La USS Bainbridge (CGN-25) era un incrociatore missilistico a propulsione nucleare statunitense pianificato inizialmente come la decima unità della classe Leahy, ma subì estese modifiche per venire equipaggiata con un propulsore nucleare.
Inizialmente venne classificata come cacciatorpediniere conduttore, con numero di scafo (DLGN-25), il 30 giugno 1975, venne riclassificata come incrociatore missilistico, (CGN-25). La stessa riclassificazione era stata fatta per l'incrociatore USS Truxtun, sviluppo a propulsione nucleare della classe Belknap.
Sostanzialmente era il precedente progetto con la variazione che adesso vi erano due reattori nucleari a acqua pressurizzata da 60000 hp e due turboriduttori. La velocità era scesa, da 32,7 nodi a 30,5, dando così l'idea anche di quanto costi in termini di potenza ogni nodo oltre i 25-30. Il Bainbridge era inoltre dotato di uno scafo molto più pesante e lungo, per il nuovo apparato motore, e anche questo, se da un lato migliorava le linee idrodinamiche rendeva la nave più lenta a parità di potenza. L'unità aveva comunque la possibilità di dare piena potenza per periodi quasi illimitati, laddove le navi convenzionali in uno o due giorni sono a secco di nafta. Era poi fondamentale come prototipo per studiare la propulsione nucleare in unità di superficie destinate a scortare i gruppi di portaerei.
Dopo il disarmo, nell'ottobre 1997 venne trasportata a Bremerton nello stato di Washington per il riciclaggio del reattore nucleare, terminato il 30 ottobre 1999.